# Вимм-Билль-Данн
«Вимм-Билль-Данн» (ВБД, WBD) — российская компания, крупный производитель безалкогольных напитков и молочных продуктов в 1990—2000-е годы.
Наиболее известные продукты — фруктовые и овощные соки J7, линейка молочных продуктов под маркой «Домик в деревне», минеральные воды «Ессентуки». Поглощена в 2011 году американской корпорацией PepsiCo и преобразована в её подразделение, основные организационные единицы, производственные мощности и торговые марки сохранены.

## История
Компания была создана в 1992 году; её бизнес начался с линии по разливу соков, взятой в аренду на Лианозовском молочном комбинате, и кредита в 50 тыс. $ Считалось, что название компании произошло от слова «Уимблдон», впрочем, Сергей Пластинин эту версию опровергает. Зверёк в поварском колпаке, изображённый на логотипе «Вимм-Билль-Данна», по словам разработавшего его в 1993 году художника Андрея Сечина, не имел реального прототипа, но воспринял ряд черт его любимого миттельшнауцера.
В 1995—1996 годы фирма выкупила Лианозовский молочный комбинат, который стал главной её производственной площадкой, в административном корпусе комбината расположилась штаб-квартира компании. Впоследствии компания приобрела более тридцати российских предприятий по розливу напитков и молочной промышленности, среди которых Раменский молочный комбинат (1997), Туймазинский молокозавод (2002), Ессентукский завод минеральных вод (2003), Очаковский молочный завод (2006). Кроме того, в состав компании входило несколько украинских предприятий — Киевский молочный комбинат (приобретён в 2001 году), Харьковский молочный комбинат (2002), Бурынский завод сухого молока, а также киргизский завод «Бишкек сут» (2000).
В 2002 году компания провела первичное размещение акций на Нью-Йоркской фондовой бирже, став первой российской компанией пищевой отрасли, осуществившей IPO. В ходе размещения оценка компании составила $830 млн, крупнейшим покупателем акций стала французская Danone. Перед выходом на биржу компания максимально полно раскрыла о себе всю информацию в проспекте эмиссии, тогда стало известно, что крупнейший на тот момент акционер компании Гаврил Юшваев имел судимость за разбой и провёл девять лет в местах лишения свободы.
В конце 2006 года «Вимм-Билль-Данн» заключил контракт с дизайн-бюро одного из наиболее известных российских дизайнеров одежды Игоря Чапурина на оформление в едином корпоративном стиле всех своих 33 заводов. Ожидалось, что фасады цехов будут «одеты» в каркас из современных материалов, выкрашенных в серый металлик и несколько оттенков синего; стоимость проекта — $2–3 млн.
В конце декабря 2008 года «Вимм-Билль-Данн» вошел в перечень системообразующих организаций России, получивших государственную поддержку в период кризиса.

### Продажа компании PepsiCo
Основными акционерами компании «Вимм-Билль-Данн», согласно отчету за 1-й квартал 2009 года, являлись:
- Deutsche Bank Trust Company Americas — 39,99 %.
- Гаврил Юшваев — 19,611 % (17,25 % и 2,361 % через ГДР)[7].
- Давид Якобашвили — 10,497 % (8,67 % и 1,827 % через ГДР)[7].
- Михаил Дубинин — 4,56 % (4,11 % и 0,45 % через ГДР)[7].
- Сергей Пластинин — 3,576 %[7].
- Александр Орлов — 3,122 % (2,73 % и 0,392 % через ГДР)[7].

Фактически по состоянию на февраль 2008 года 18,36 % акций ВБД принадлежало французской компании Danone (летом 2010 года в связи со слиянием Danone с «Юнимилком» была достигнута договорённость о продаже данного пакета акций самой ВБД).
В начале ноября 2010 года стало известно, что американская компания PepsiCo договорилась с акционерами «Вимм-Билль-Данна» о покупке компании. В ходе первого этапа сделки, завершившегося 3 февраля 2011 года, PepsiCo получила 66 % ВБД за $3,8 млрд (42,37 % акций было выкуплено у основателей и менеджмента компании, ещё 23,52 % акций — у её дочерних компаний), параллельно PepsiCo выкупила на рынке ещё 11 % акций ВБД. У американской компании осталось право полного выкупа компании. Предполагалось, что в случае своего завершения эта сделка станет рекордной по объёму иностранных инвестиций в несырьевой сектор России. В итоге по состоянию на 3 февраля 2011 года PepsiCo владела 76,98 % ВБД, а на 31 декабря 2011 года — 98,41 %.

## Собственники и руководство
По состоянию на конец 2011 года, основным собственником ОАО «Вимм-Билль-Данн» являлось ОАО «Вимм-Билль-Данн продукты питания» (доля участия в уставном капитале — 98,41 %). ОАО «Вимм-Билль-Данн продукты питания» на 100 % принадлежит компании Pepsi-Cola (Bermuda) Limited (располагается на Бермудских островах).

## Деятельность

Сок J7 «Юбилейный» (20 лет), выпущенный в 2014 году

«Вимм-Билль-Данну» принадлежало 36 производственных предприятий, выпускающих молочные продукты, соки и минеральную воду, а также центры продаж более чем в 25 городах России и странах СНГ. Основные торговые марки: «J-7», «100 % Gold Premium», «Любимый сад», «Домик в деревне», «Веселый Молочник», «Агуша», всего свыше 1000 наименований молочной продукции и более 150 наименований соков, фруктовых нектаров, негазированных напитков.
Выручка по итогам 2008 года (US GAAP) составила $2,82 млрд ($2,44 млрд в 2007 году), операционная прибыль — $245,1 млн ($214,0 млн), чистая прибыль — $101,7 млн ($140,0 млн).